# Alexandre Castro
Alexandre Castro est un arbitre de football et un professeur de mathématiques,né le 10 décembre 1970 à Lyon. Il a été nommé arbitre de la fédération en 1995.
Il est également professeur de mathématiques au lycée Professionnel et Technologique Carrel dans le 6e arrondissement de Lyon.

## Matchs importants
| Saison    | Compétitions      | Nbre de matchs | Cartons jaunes | Cartons rouges |
| 2001-2002 | Ligue 2           | 16             | 68             | 11             |
| 2002-2003 | Coupe de la Ligue | 1              | 8              | 0              |
| 2002-2003 | Ligue 2           | 16             | 76             | 8              |
| 2003-2004 | Ligue 2           | 16             | 75             | 5              |
| 2004-2005 | Coupe de la Ligue | 1              | 2              | 1              |
| 2004-2005 | Ligue 2           | 15             | 72             | 6              |
| 2005-2006 | Ligue 2           | 15             | 80             | 4              |
| --------- | ----------------- | -------------- | -------------- | -------------- |
| 2006-2007 | Coupe de la Ligue | 1              | 5              | 0              |
| 2006-2007 | Ligue 1           | 17             | 51             | 0              |
| 2006-2007 | Ligue 2           | 7              | 33             | 3              |
| 2007-2008 | Coupe de la Ligue | 1              | 2              | 1              |
| 2007-2008 | Ligue 2           | 18             | 86             | 6              |
| 2008-2009 | Coupe de la Ligue | 3              | 6              | 0              |
| 2008-2009 | Ligue 1           | 15             | 49             | 0              |
| 2008-2009 | Ligue 2           | 9              | 31             | 1              |
| 2009-2010 | Ligue 1           | 19             | 56             | 6              |
| 2009-2010 | Ligue 2           | 3              | 10             | 3              |
| 2010-2011 | Coupe de la Ligue | 1              | 7              | 0              |
| 2010-2011 | Ligue 1           | 14             | 45             | 7              |
| 2010-2011 | Ligue 2           | 5              | 20             | 1              |
| 2011-2012 | Coupe de la Ligue | 2              | 9              | 1              |
| 2011-2012 | Ligue 1           | 18             | 70             | 6              |
| 2011-2012 | Ligue 2           | 2              | 6              | 1              |
| 2012-2013 | Coupe de la Ligue | 2              | 8              | 1              |
| 2012-2013 | Ligue 1           | 10             | 48             | 5              |
| 2012-2013 | Ligue 2           | 6              | 21             | 3              |
| 2013-2014 | Coupe de la Ligue | 1              | 0              | 0              |
| 2013-2014 | Ligue 1           | 18             | 65             | 7              |
| 2013-2014 | Ligue 2           | 5              | 17             | 0              |
| 2014-2015 | Coupe de la Ligue | 2              | 7              | 0              |
| 2014-2015 | Ligue 1           | 19             | 46             | 4              |
| 2014-2015 | Ligue 2           | 5              | 11             | 1              |

## Polémique d'arbitrage et suites
Le 5 mai 2013, lors du match PSG-Valenciennes FC arbitré par Alexandre Castro, l'expulsion du joueur du PSG Thiago Silva provoque des réactions d'après match et une polémique. Fin mai, le directeur sportif du PSG, Leonardo, recevra une sanction de 9 mois de suspension ferme pour avoir bousculé l'arbitre dans les couloirs du Parc des Princes après le match,, sanction dont le club fait appel.
Le 1er juin 2013, Alexandre Castro porte plainte après avoir reçu des menaces de mort.
Terminant avant-dernier du classement publié par la DTA, Alexandre Castro est rétrogradé en L2 à la fin de la saison 2014/2015. 